# Attacus selayarensis
Attacus selayarensis is een vlinder uit de onderfamilie Saturniinae van de familie nachtpauwogen (Saturniidae).
De wetenschappelijke naam van de soort is voor het eerst geldig gepubliceerd in 2012 door Stefan Naumann & Richard S. Peigler.

## Type
- holotype: "male. III.2008. local collector. genitalia slide no. 1854/08"
- instituut: ZMHU, Berlijn Duitsland.
- typelocatie: "Indonesia, Sulawesi Selatan Province, Selayar Island, ca. 8 km from Somarisi, Rea-Rea area, Mt. Bontoharu, 400 m"